# Welttag für psychische Gesundheit

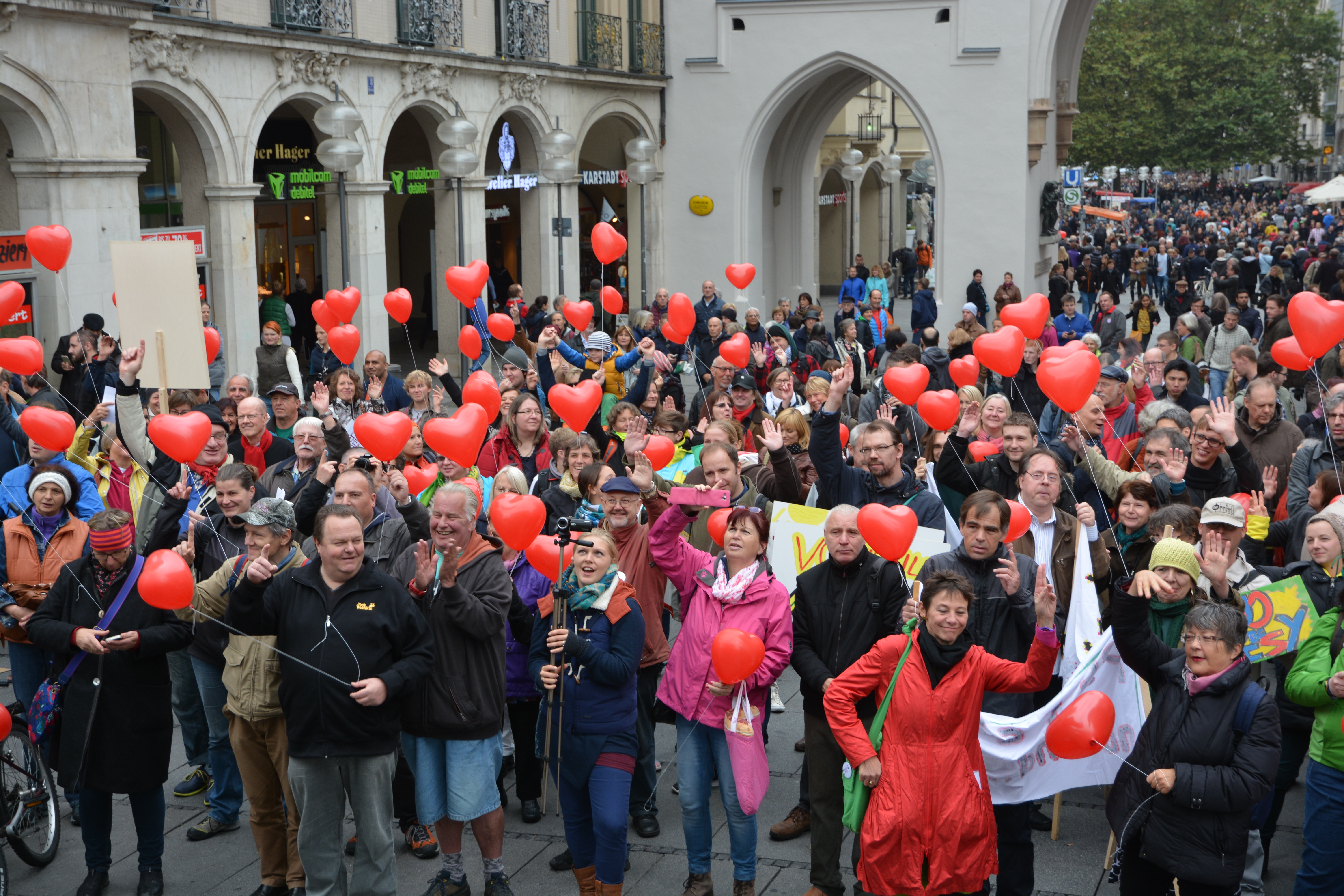
Aktion zum Welttag der seelischen Gesundheit in München, 10. Oktober 2015

Der Welttag für psychische Gesundheit, auch Welttag der seelischen Gesundheit und Welttag der geistigen Gesundheit (englisch World Mental Health Day), ist ein Aktionstag, der von der World Federation for Mental Health (WFMH) und der Weltgesundheitsorganisation (WHO) ausgerufen wird. Er soll auf die psychische Gesundheit von Menschen aufmerksam machen, Informationen über psychische Krankheiten zugänglich machen und die Solidarität mit psychisch Kranken und ihren Angehörigen ausdrücken. Der Welttag wird jährlich am 10. Oktober begangen.

## Geschichte
Auf Initiative der World Federation for Mental Health (Weltverband für Psychische Gesundheit, WFMH) wurde 1992 erstmals ein Aktionstag ausgerufen, um auf psychische Krankheiten hinzuweisen. Im Mittelpunkt des Aktionstages stand eine weltweit übertragene Fernsehsendung aus Tallahassee, in der Betroffene und Experten über diese Krankheiten sprachen. 1994 wurde der World Mental Health Day unter ein Motto gestellt. Zahlreiche staatliche Einrichtungen und Nichtregierungsorganisationen sowie die Vereinten Nationen mit der Weltgesundheitsorganisation unterstützten die Initiative, die sich zu einem Aktionstag mit weltweiten Veranstaltungen entwickelte. In vielen Ländern ist der Welttag in Aktionswochen eingebettet.
Unter Federführung des Aktionsbündnisses Seelische Gesundheit wird seit 2010 bundesweit die Aktionswoche Seelische Gesundheit um den 10. Oktober herum organisiert. In der Schweiz koordiniert das 2011 gegründete Netzwerk Psychische Gesundheit Schweiz lokale und kantonale Veranstaltungen zum Tag der psychischen Gesundheit. In Österreich tritt vor allem der Verband Pro mente austria mit Veranstaltungen und Informationen zum Aktionstag in Erscheinung.

## Themen des Aktionstages
Die WHO und die WFMH legen jährlich für den Welttag der seelischen Gesundheit einen Themenschwerpunkt. 2020 stand der Welttag im Zeichen der COVID-19-Pandemie.
| Jahr | Thema                                                                  |
| ---- | ---------------------------------------------------------------------- |
| 2024 | Mental Health at Work                                                  |
| 2023 | Mental Health is a Universal Human Right                               |
| 2022 | Make mental health and well-being for all a global priority            |
| 2020 | Move for mental health: Increased investment in mental health          |
| 2019 | Suizidprävention                                                       |
| 2018 | Junge Menschen und psychische Gesundheit in einer sich wandelnden Welt |
| 2017 | Psychische Gesundheit am Arbeitsplatz (Mental health in the workplace) |
| 2016 | Psychologische Erste Hilfe                                             |
| 2015 | Dignity in mental health                                               |
| 2014 | Leben mit Schizophrenie                                                |
| 2013 | Mental health and older adults                                         |
| 2012 | Depressionen: Eine globale Krise                                       |
| 2011 | The Great Push: Investing in Mental Health                             |
| 2010 | Chronische körperliche Erkrankungen und psychische Gesundheit          |